# A Friend of the Family
A Friend of the Family (Nederlands: een vriend van de familie) is een Canadese televisiefilm uit 2005.

## Verhaal
Als Alison in Toronto bijna verkracht wordt door een jeugdbende ontmoet ze bouwvakker Darrin, met wie ze later trouwt. Ze voelt zich echter niet meer veilig in de stad en dus verhuizen ze naar een klein dorpje in Ontario. Daar worden ze vooral door David verwelkomd die samen met Darrin in antiek gaat handelen en Alison helpt een kunstgalerie te openen en haar werk te verkopen. Alison begint echter te denken dat David haar bespioneert en dat hij achter de moorden op een aantal jonge vrouwen die precies op haar lijken zit. Ze wil niets meer met David te maken hebben waardoor Darrin in een lastige positie komt te zitten. Die gelooft haar beschuldigingen niet en de andere dorpsbewoners lijken stuk voor stuk kennissen van David te zijn die hem indekken. Ten slotte wil Alison weg uit het dorp en ze verhuizen naar de stad Vancouver. Als daar ook een jonge vrouw wordt vermoord denkt Alison dat David hen gevolgd is; en daarmee raakt ook Darrins geduld stilaan op. Als hij op een avond van huis is hoort Alison gestommel en als ze gaat kijken is hun dochtertje Adair weg. Ze vindt haar in de kast bij David die onder de impressie is dat Alison van hem is weggelopen maar van hem houdt. Zij had intussen de politie gebeld en de lijn laten openstaan waardoor de politie kan horen hoe ze door van zijn gevoelens gebruik te maken Adair terug krijgt. Ze gaat ervandoor en David komt achter haar aan. Op straat kan ze hem van zich afslaan en op dat moment intervenieert de politie. Dan komt een verbouwereerde Darrin thuis die ziet hoe David is opgepakt. Alison kijk hem even met een "je had me moeten geloven"-blik aan en loopt dan met Adair naar binnen.

## Rolbezetting
| Acteur                 | Personage        | Opmerkingen                                           |
| ---------------------- | ---------------- | ----------------------------------------------------- |
| Laura Harris           | Alison Shaw      | Ogenschijnlijk paranoïde jonge gehuwde vrouw.         |
| Eric Johnson           | Darris Shaw      | Alisons volgzame echtgenoot.                          |
| Kim Coates             | David Snow       | De "familievriend" die Alison uit haar buurt wil.     |
| Sabrina Grdevich       | Heidi            | Vriendin van Alison en later ook David.               |
| Greg Lawson            | Milt Mooney      | De politiechef en vriend van David.                   |
| Shaun Johnston         | Coleridge        |                                                       |
| David Lereaney         | dr. Gordean      | Alisons therapeut tot zij ontdekt dat hij David kent. |
| Chris Kelly            | Fiske            |                                                       |
| Peter Skagen           | Robert Swann     |                                                       |
| Ron Hartmann           | Martin Churchill | Gepensioneerd dorpsbewoner.                           |
| Roberta Mauer-Phillips | Peggy Churchill  | Martins echtgenote.                                   |
| Tom Carey              | Mike             |                                                       |
| Caitlin Bletcher       | Adair Shaw       | Alisons en Darris' dochtertje.                        |
| Daniel Libman          | Allan McKee      |                                                       |
| Shauna Baird           | Elsie McKee      |                                                       |